# Dieter Gaier

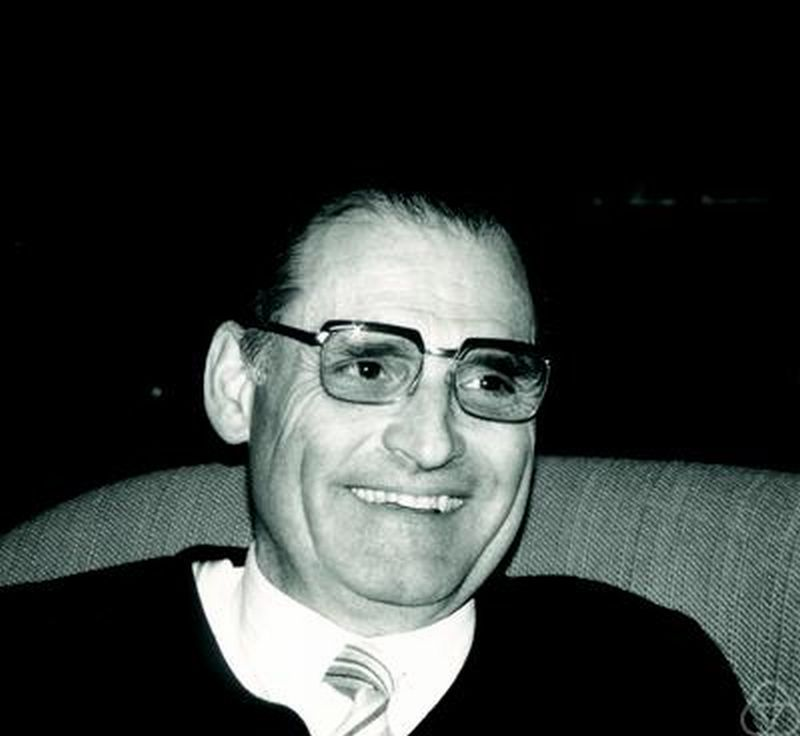
Dieter Gaier (1988)

Dieter Gaier (* 12. Mai 1928 in Stuttgart; † 15. Dezember 2002 in Göppingen) war ein deutscher Mathematiker, der sich mit Funktionentheorie und Approximationstheorie und deren numerischen Aspekten  beschäftigte.

## Leben
Gaier studierte an der Universität Stuttgart (bei Friedrich Lösch und Werner Meyer-König) und der University of Rochester (bei Wladimir Seidel) und wurde an beiden Universitäten promoviert (1951 in Rochester und 1952 in Stuttgart bei Meyer-König). Danach war er zwei Jahre an der Harvard University bei Joseph L. Walsh. 1955 habilitierte er sich in Stuttgart (Über die konforme Abbildung veränderlicher Gebiete) und hielt danach dort Vorlesungen als Privatdozent. Ab 1959 war er Professor an der Universität Gießen, wo er bis zu seiner Emeritierung 1995 blieb. Er war mehrfach Gastwissenschaftler am Caltech.
Gaier war einer der Hauptvertreter der konstruktiven komplexen Analysis und organisierte mehrfach Tagungen in Oberwolfach dazu. Insbesondere befasste er sich mit konformer Abbildung, ihren numerischen Methoden, Approximationstheorie im Komplexen und Limitierungstheorie.

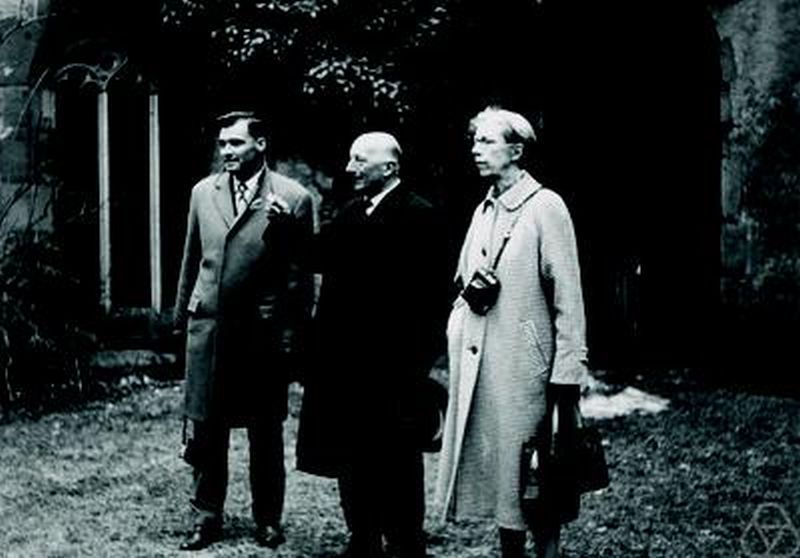
Dieter Gaier (links) mit Edward Collingwood und Mary Cartwright

1962 hielt er einen Vortrag auf dem Internationalen Mathematikerkongress in Stockholm (Über die Diskretisierung der Gerschgorinschen Integralgleichung).
Sein Nachlass wird vom Zentralarchiv deutscher Mathematiker-Nachlässe an der Niedersächsischen Staats- und Universitätsbibliothek Göttingen aufbewahrt.

## Schriften
- Vorlesung über Approximation im Komplexen, Birkhäuser 1980 (englische Ausgabe Birkhäuser 1987)
- Konstruktive Methoden der konformen Abbildung, Springer 1964
- Über die Entwicklung der Funktionentheorie in Deutschland 1890 bis 1990, in: Hirzebruch u. a.: Ein Jahrhundert Mathematik 1890–1990. Festschrift zum Jubiläum der DMV, Vieweg 1990.
- Approximation im Komplexen, Jahresbericht DMV, Band 86, 1984, S. 151–159
- Konforme Abbildung mehrfach zusammenhängender Gebiete, Jahresbericht DMV, Band 81, 1979, S. 25–44
- Probleme und Methoden der konstruktiven konformen Abbildung, Jahresbericht DMV, Band 67, 1965, S. 118–132, Online
- Darstellung und Begründung einiger neuerer Ergebnisse der Funktionentheorie, Springer, Berlin 1986; Neuausgabe des Klassikers von Edmund Landau mit ausführlichen Anhängen, Anmerkungen und Literaturhinweisen von Gaier

## Verweise
1. ↑  Mathematics Genealogy Project. Titel der Dissertationen waren On some Tauberian Theorems sowie Abelsche Sätze für Potenzreihen, Dirichletreihen und Laplace Integrale
2. ↑  Mathematische Zeitschrift, Band 64, 1951, S. 385–424, Online

| Personendaten    | Personendaten          |
| ---------------- | ---------------------- |
| NAME             | Gaier, Dieter          |
| KURZBESCHREIBUNG | deutscher Mathematiker |
| GEBURTSDATUM     | 12. Mai 1928           |
| GEBURTSORT       | Stuttgart              |
| STERBEDATUM      | 15. Dezember 2002      |
| STERBEORT        | Göppingen              |